# The Master of Disguise
The Master of Disguise is een Amerikaanse komediefilm uit 2002 onder de regie van Perry Andelin Blake met in de hoofdrollen Dana Carvey, Jennifer Esposito en Harold Gould.

## Rolverdeling
| Acteur               | Personage             |
| -------------------- | --------------------- |
| Dana Carvey          | Pistachio Disguisey   |
| Brent Spiner         | Devlin Bowman         |
| Jennifer Esposito    | Jennifer Baker        |
| Harold Gould         | Grandfather Disguisey |
| James Brolin         | Fabbrizio Disguisey   |
| Edie McClurg         | Mother Disguisey      |
| Maria Canals-Barrera | Sophia                |
| Austin Wolff         | Barney Baker          |

## Ontvangst
Rotten Tomatoes gaf de film een score van 2% gebaseerd op 99 beoordelingen, Metacritic gaf de film een score van 12 gebaseerd op 24 beoordelingen.

## Prijzen en nominaties
Nominaties (2003)
- De Hollywood Makeup Artist and Hair Stylist Guild Award voor Beste grime (Kevin Yagher & Michelle Vittone)
- De Golden Raspberry Award voor Slechtste vrouwelijke bijrol (Bo Derek)